# Last Dance (chanson de Dua Lipa)
Pour les articles homonymes, voir Last Dance.
Singles de Dua Lipa
Be the One
(2015) Hotter than Hell
(2016)
Clip vidéo
[vidéo] « Last Dance », sur YouTube
Last Dance est une chanson de la chanteuse anglaise Dua Lipa de l'édition deluxe de son premier album studio éponyme. Elle est sortie le 9 février 2016 en tant que troisième single de l'album. La chanson est écrite par Dua Lipa, Talay Riley et son producteur Stephen Kozmeniuk.

## Accueil et promotion
Last Dance a reçu un accueil positif des critiques de musique, avec des éloges sur la voix de Dua Lipa,,. La chanson a atteint la quatrième place du classement Twitter Emerging Artists du Billboard. La chanson est apparue dans une publicité pour la campagne de Lipa avec Jaguar et a été promue par elle lors de nombreuses performances en public en 2016, principalement lors de sa tournée Hotter Than Hell.

## Clip vidéo
Le clip de la chanson est sorti le 18 février 2016,. Il a été réalisé et produit par Jon Brewer et Ian Blair, et a été filmé en décembre 2015 dans les forêts humides de Californie.

## Crédits
Crédits provenant des notes d'accompagnement de Dua Lipa (Deluxe).
Enregistrement
- Enregistré aux KasaKoz Studios, Toronto
- Voix enregistrées au TaP Studio / Strongroom 7, Londres
- Mixage aux BabelFish Studios
- Mastérisé au Metropolis Mastering, Londres

Personnel
- Dua Lipa : voix, écriture
- Stephen "Koz" Kozmeniuk (en) – production, écriture, claviers, programmation, chœurs
- Talay Riley (en) : chœurs, écriture
- Matt Vlahovich : claviers additionnels
- Matty Green : mixage
- Michael Sonier : assistance ingénieur du son
- John Davis : mastering

## Classements et certifications

### Classements hebdomadaires
| Classement (2016)               | Meilleure position |
| ------------------------------- | ------------------ |
| Belgique (Flandre Ultratip 100) | Tip                |
| États-Unis (Spotify Viral 50)   | 48                 |
| États-Unis (Emerging Artists)   | 4                  |

## Historique de sortie
| Région      | Date           | Format                    | Version   | Label            | Réf    |
| ----------- | -------------- | ------------------------- | --------- | ---------------- | ------ |
| Divers      | 9 février 2016 | Téléchargement, streaming | Originale | Dua Lipa Limited | [ 13 ] |
| Royaume-Uni | 4 mars 2016    | Diffusion radio           | Originale | Dua Lipa Limited | [ 14 ] |
| Divers      | 25 mars 2016   | Téléchargement, streaming | Remixes   | Dua Lipa Limited | [ 15 ] |